# Halowe mistrzostwa Polski kobiet w piłce nożnej 2004
Halowe mistrzostwa Polski kobiet w piłce nożnej 2004 – dwudziesta piąta edycja halowych mistrzostw Polski kobiet w piłce nożnej. Finały rozgrywek rozegrane zostały w dniach 10–11 stycznia 2004 roku w hali Stilonu w Gorzowie Wielkopolskim. Do trzech turniejów eliminacyjnych łącznie przystąpiło 12 zespołów, z których wyłoniono siedmiu finalistów. Były to ekipy Czarnych Sosnowiec, Ateny Poznań, Checzu Gdynia, Zametu Strzybnica, Gola Częstochowa, Medyka Konin i RTP Unii Racibórz. Stawkę uzupełniał TKKF Stilon Gorzów Wielkopolski, który jako gospodarz start w turnieju miał zapewniony bez udziału w eliminacjach. Grę w turnieju finałowym miały także zapewnione piłkarki KŚ AZS Wrocław, które zwyciężyły w poprzedniej edycji mistrzostw, jednak ich klub zrezygnował ze startu, stąd z eliminacji weszło siedem, a nie sześć drużyn. W turnieju najlepsze okazały się zawodniczki z Sosnowca.

## Turniej finałowy
W pierwszej fazie turnieju wyłoniono cztery najlepsze zespoły. Były to drużyny z Sosnowca, Poznania, Konina oraz gospodynie. W drugiej fazie utworzono dwie grupy, w pierwszej cztery najlepsze drużyny z pierwszej fazy mistrzostw walczyły o czołowe lokaty, w drugiej walczono o miejsca 5–8.

### Tabela i wyniki o miejsca 1–4
Złote medale przypadły zawodniczkom Czarnych Sosnowiec, które wygrały wszystkie trzy spotkania. Był to 12. tytuł w historii dla tej drużyny. Srebrne medale zdobyły piłkarki z Poznania, a brązowe z Konina. Poza podium znalazły się gospodynie, które wyraźnie przegrały w każdym ze spotkań.
| Poz. | Klub                            | M | Pkt. | Mecze | Mecze | Mecze | Bramki | Bramki |
| Poz. | Klub                            | M | Pkt. | zwy.  | rem.  | por.  | zdob.  | stra.  |
| ---- | ------------------------------- | - | ---- | ----- | ----- | ----- | ------ | ------ |
| 1    | Czarni Sosnowiec                | 3 | 9    | 3     | 0     | 0     | 12     | 4      |
| 2    | Atena Poznań                    | 3 | 6    | 2     | 0     | 1     | 11     | 6      |
| 3    | Medyk Konin                     | 3 | 3    | 1     | 0     | 2     | 11     | 8      |
| 4    | TKKF Stilon Gorzów Wielkopolski | 3 | 0    | 0     | 0     | 3     | 4      | 20     |

|  |                  |       |                                 |  |
|  | Czarni Sosnowiec | 5 – 1 | TKKF Stilon Gorzów Wielkopolski |  |
|  | Atena Poznań     | 3 – 1 | Medyk Konin                     |  |
|  |                  |       |                                 |  |
|  | Atena Poznań     | 7 – 1 | TKKF Stilon Gorzów Wielkopolski |  |
|  | Czarni Sosnowiec | 3 – 2 | Medyk Konin                     |  |
|  |                  |       |                                 |  |
|  | Medyk Konin      | 8 – 2 | TKKF Stilon Gorzów Wielkopolski |  |
|  | Czarni Sosnowiec | 4 – 1 | Atena Poznań                    |  |

### Tabela i wyniki o miejsca 5–8
W drugiej grupie piątą lokatę wywalczyły piłkarki Unii Racibórz. W tabeli wyprzedziły Checz Gdynia dzięki bezpośredniemu zwycięstwu nad tym zespołem. Siódmy był Zamet Strzybnica, a ostatni, z dorobkiem jednego punktu Gol Częstochowa.
| Poz. | Klub              | M | Pkt. | Mecze | Mecze | Mecze | Bramki | Bramki |
| Poz. | Klub              | M | Pkt. | zwy.  | rem.  | por.  | zdob.  | stra.  |
| ---- | ----------------- | - | ---- | ----- | ----- | ----- | ------ | ------ |
| 1    | RTP Unia Racibórz | 3 | 6    | 2     | 0     | 1     | 11     | 13     |
| 2    | Checz Gdynia      | 3 | 6    | 2     | 0     | 1     | 14     | 9      |
| 3    | Zamet Strzybnica  | 3 | 4    | 1     | 1     | 1     | 8      | 7      |
| 4    | Gol Częstochowa   | 3 | 1    | 0     | 1     | 2     | 7      | 11     |

|  |                   |       |                   |  |
|  | RTP Unia Racibórz | 6 – 5 | Checz Gdynia      |  |
|  | Zamet Strzybnica  | 2 – 2 | Gol Częstochowa   |  |
|  |                   |       |                   |  |
|  | RTP Unia Racibórz | 4 – 3 | Gol Częstochowa   |  |
|  | Checz Gdynia      | 4 – 1 | Zamet Strzybnica  |  |
|  |                   |       |                   |  |
|  | Checz Gdynia      | 5 – 2 | Gol Częstochowa   |  |
|  | Zamet Strzybnica  | 5 – 1 | RTP Unia Racibórz |  |

### Nagrody i wyróżnienia
Wyróżnienie dla najlepszej zawodniczki turnieju przyznano Agnieszce Szondermajer z Czarnych Sosnowiec. Najskuteczniejszą piłkarką turnieju z dorobkiem dziewięciu bramek okazała się Anna Rogacka, reprezentująca zespół z Poznania. Nagroda dla najlepszej bramkarki przypadła zawodniczce z Sosnowca, Katarzynie Jankowskiej.